# La mitad de Ana
La mitad de Ana es una película española-francesa de drama de 2024, dirigida por Marta Nieto, quien la coescribió con Beatriz Herzog. Está basada en el cortometraje de 2022 Son, el cual estuvo escrito y dirigido por Nieto. La película está protagonizada por Nieto junto a Noa Álvarez. Se estrenó en la Semana Internacional de Cine de Valladolid el 21 de octubre de 2024, y luego se estrenó en cines españoles el 10 de enero de 2025, con distribución de Elastica.

## Trama
Son (Noa Álvarez) le confiesa a su madre, Ana (Marta Nieto), que no se siente una niña; que es un niño. Confusa y bloqueada, Ana decidirá parar para poder observarle y entenderle y, en el mismo camino, entenderse a sí misma.

## Reparto
- Marta Nieto como Ana
- Noa Álvarez como Son
- Nahuel Pérez Biscayart
- Sonia Almarcha

## Producción
El 14 de junio de 2023, se anunció por primera vez que el rodaje de La mitad de Ana, una expansión a largometraje del corto Son, había comenzado bajo la dirección de la actriz Marta Nieto, quien también había dirigido el corto original y realizaría su salto a la dirección de largometrajes con esta película. En julio de 2023, se confirmó que Nieto protagonizaría la película junto con Noa Álvarez y Nahuel Pérez Biscayart. El 7 de agosto de 2023, se anunció que el rodaje de la película había terminado.
Aunque se desconoce el presupuesto total de la película, La mitad de Ana recibió 800.000 euros por parte de las ayudas generales del ICAA.

## Lanzamiento y marketing
En julio de 2023, se confirmó que Elastica, una de las productoras de la película, se encargaría de distribuirla en salas de cine españolas. En agosto de 2024, se anunció que La mitad de Ana se estrenaría en la Semana Internacional de Cine de Valladolid el 21 de octubre de 2024. Junto con el anuncio de su proyección en la Seminci, Elastica anunció que la película tendría su estreno comercial el 13 de diciembre de 2024. Sin embargo, el 22 de noviembre de 2024, Elastica retrasó la película hasta el 10 de enero de 2025, y también lanzó su tráiler.